# Komu zvoni
Komu zvoni (izvirno angleško For whom the bell tolls) je verz, ki ga je svetovni kulturni dediščini izvorno prispeval angleški metafizični pesnik John Donne v »Meditaciji XVII« zbirke »Devotions Upon Emergent Occasions«: 
Noben človek ni otok, popolnoma sam zase; vsak človek je kos celine, del kopnega; če morje odplavi grudo zemlje, se Evropa zmanjša, kot bi se zmanjšal rtič, kot bi se posestvo tvojih prijateljev ali pa tvoje lastno; smrt slehernega človeka vzame del mene, ker pripadam človeški vrsti; in zato nikdar ne pošiljaj poizvedovat, komu zvoni; zvoni tebi.

(No man is an Iland, intire of it selfe; every man is a peece of the Continent, a part of the maine; if a Clod bee washed away by the Sea, Europe is the lesse, as well as if a Promontorie were, as well as if a Mannor of thy friends or of thine own were; any mans death diminishes me, because I am involved in Mankinde; And therefore never send to know for whom the bell tolls; It tolls for thee.)
- Celotno misel je kot predgovor h knjigi Komu zvoni uporabil Ernest Hemingway.

- Ta verz je tudi naslov 3. pesmi z drugega albuma skupine Metallica - Ride the Lightning. Pesem opisuje dogodek iz istoimenskega romana Ernesta Hemingwaya Komu zvoni, v katerem je na hribu obkoljenih 5 vojakov, ki lahko samo nemočno čakajo smrt, ki pride v obliki letalskega bombardiranja. Besedilo izpostavlja vprašanje nesmiselnosti vojne (verza: On the fight, for they are right, yes, by who's to say? in For a hill men would kill, why? They do not know.).